# Geitarøyna (Masfjorden)
Ne doit pas être confondu avec Geitarøyna.
Geitarøyna, est une île dans le landskap Sunnhordland du comté de Vestland. Elle appartient administrativement à Masfjorden.

## Géographie
Rocheuse et couverte d'une légère végétation, à fleur d'eau, elle s'étend sur environ 967 m de longueur pour une largeur approximative maximale de 633 m. 